# Pegguy Arphexad
Pegguy Arphexad est un footballeur français né le 18 mai 1973 aux Abymes en Guadeloupe. 
Il était gardien de but et se voyait souvent cantonné à un rôle de « doublure ».

## Carrière
Né en Guadeloupe, c'est sur son île natale qu'il commence le football notamment à L'Étoile de Morne-à-l'Eau avant d'être repéré par le Brest Armorique FC et de rejoindre la métropole à l'âge de seize ans. L'année suivante, il rejoint le Lille OSC, puis l'année suivante le rivale du RC Lens.
C'est finalement avec le maillot sang et or qu'il joue ses premiers matchs professionnels, après avoir remporté une Coupe Gambardella avec les équipes jeunes du club, tout d'abord en entrant à trois journées de la fin du championnat 1996 après la blessure de Guillaume Warmuz puis en étant titularisé pour les deux journées suivantes. 
Après un prêt Lille OSC la saison suivante où il prend part à trois matchs, il quitte la France et rejoint Leicester City avec qui il passe trois saisons et remporte deux Coupe de la Ligue. Remplaçant lors deux finales, il se distingue en quart de finale de la seconde contre Fulham FC en sortant le tir au but qui qualifie son équipe en quart de finale.
En 2003, il rejoint Liverpool FC en tant que doublure. Il ne joue que six matchs en trois saisons, mais remporte de nombreux trophées notamment une Coupe de l'UEFA et Supercoupe de l'UEFA mais aussi une Coupe d'Angeleterre, deux Coupes de la Ligue et un Community shield toujours en tant que remplaçant. À son arrivée à Liverpool, il est prêté un mois à Stockport County, le temps de jouer trois matchs et de revenir.
Il termine sa carrière à l'Olympique de Marseille après être passé par Coventry City et Notts County.

## Palmarès
- Vainqueur de la League Cup en en 1999 et en 2000 avec Leicester City et en 2001 et 2003 avec Liverpool
- Vainqueur de la Coupe de l'UEFA en 2001 avec Liverpool
- Vainqueur de la Supercoupe de l'UEFA avec Liverpool en 2001
- Vainqueur de la Community shield avec Liverpool en 2001
- Vainqueur de la Coupe d'Angeleterre avec Liverpool en 2001
- Vainqueur de la Coupe Gambardella en 1992 avec le Racing Club de Lens